# Alexander Forbes (Mediziner)
Alexander „Alex“ Forbes (* 14. Mai 1882 in Milton, Massachusetts; † 27. März 1965 ebenda) war ein US-amerikanischer Neurophysiologe an der Harvard Medical School.

## Leben und Wirken
Alexander Forbes stammt aus einer wohlhabenden Neuengland-Familie. Sein Vater, William Hathaway Forbes, war Präsident der Bell Telephone Company (später AT&T). Ralph Waldo Emerson war Alexander Forbes’ Großvater mütterlicherseits, Edward Waldo Emerson ein Onkel mütterlicherseits. William Cameron Forbes war sein Bruder.
Forbes besuchte ab 1900 das Harvard College (später Harvard University) und erwarb 1904 einen Bachelor-Abschluss. Anschließend arbeitete er als Assistent bei George H. Parker, bevor er 1905 einen Master erwarb. Sein Studium der Medizin an der Harvard Medical School schloss er 1910 mit dem M.D. ab. Forbes praktizierte nie Arzt, sondern begann sofort als Assistent von Walter Bradford Cannon am Institut für Physiologie der Harvard University. Als Postdoktorand arbeitete er bei Charles Scott Sherrington in Liverpool und bei Keith Lucas in Cambridge. In Harvard war er ab 1911 Instructor und ab 1921 Associate Professor, bevor er 1936 eine ordentliche Professur erhielt, von der er 1948 emeritiert wurde. Er blieb bis in sein Todesjahr wissenschaftlich aktiv.
Forbes befasste sich mit der Neurophysiologie der muskulären Erregung, mit spinalen Reflexen, mit Anästhesie und mit Ermüdung. Später kamen Untersuchungen des spinalen Schocks, des Muskeltonus, der Propriozeption und der auditiven Wahrnehmung dazu. Forbes machte sich um die Verbesserung vieler Messgeräte verdient und führte Röhrenverstärker und Hirn-Mikroelektroden in die Neurophysiologie ein. Seine Studien zu Exzitation und Inhibition führten zur Erkenntnis, dass an der Synapse neben elektrischen Signale weitere Faktoren vorliegen müssen (später als Neurotransmitter erkannt). Hallowell Davis bezeichnete einige von Forbes’ Arbeiten als Grundlage der Kybernetik. Späte Arbeiten befassten sich mit der Neurophysiologie der Netzhaut.
Forbes wurde 1915 zum Mitglied der American Academy of Arts and Sciences, 1931 zum Mitglied der American Philosophical Society und 1936 zum Mitglied der National Academy of Sciences gewählt. 1952 erhielt er ein Ehrendoktorat der Tufts University, 1954 eines der Johns Hopkins University. Zu seinen Schülern und Mitarbeitern zählten Ernst Theodor von Brücke, Birdsey Renshaw und Robert Galambos.
Alexander Forbes war seit 1910 mit Charlotte I. Grinell Forbes (1884–1982) verheiratet. Das Paar hatte sechs Kinder, von denen zwei in frühester Kindheit starben. Forbes war leidenschaftlicher Segler und Pilot und diente in beiden Weltkriegen in der US Navy, wo er zum Beispiel mit Aufgaben der Feindortung, Pilotentestung oder Kartographie befasst war. Er unterstützte mehrere Jahrzehnte lang finanziell und organisatorisch die Kinderrepublik George Junior Republic.
Alexander Forbes starb im Alter von fast 83 Jahren in seiner Geburtsstadt, Milton, Massachusetts. Sein Grab befindet sich auf dem dortigen Milton Cemetery.